# Kreis Vásárosnamény
Der Kreis Vásárosnamény (ungarisch Vásárosnaményi járás) ist ein Kreis im Nordosten des nordostungarischen Komitats Szabolcs-Szatmár-Bereg. Er grenzt komitatsintern im Westen an die Kreise Záhony und Kisvárda, im Südosten an den Kreis Baktalórántháza sowie im Süden an die Kreise Mátészalka und Fehérgyarmat. Im Nordosten bildet die Ukraine (Oblast Transkarpatien) die Landesgrenze, es grenzen 7 ungarische Gemeinden daran.

## Geschichte
Der Kreis ging im Zuge der ungarischen Verwaltungsreform Anfang 2013 hauptsächlich aus seinem Vorgänger, dem gleichnamigen Kleingebiet (ungarisch Vásárosnaményi kistérség), mit 27 Gemeinden hervor. Das Kleingebiet gab die Gemeinde Tivadar an den Kreis Fehérgyarmat ab und erhielt dafür vom südlicher gelegenen Kleingebiet Baktalórántháza zwei andere Gemeinden.

## Gemeindeübersicht
Der Kreis Vásárosnamény hat eine durchschnittliche Gemeindegröße von 1.372 Einwohnern auf einer Fläche von 22,07 Quadratkilometern. Die Bevölkerungsdichte liegt unter dem Komitatswert.

Der Verwaltungssitz befindet sich in der größten Stadt, Vásárosnamény, im Süden des Kreises gelegen.
| Gemeinde            | Status       | Herkunft Kleingebiet | Einwohnerzahl | Einwohnerzahl | Einwohnerzahl | Fläche (km²) | Bevölkerungs- dichte (Ew./km²) |
| Gemeinde            | Status       | Herkunft Kleingebiet | 01.10.2011    | 01.01.2013    | 01.01.2016    | 01.01.2016   | Bevölkerungs- dichte (Ew./km²) |
| ------------------- | ------------ | -------------------- | ------------- | ------------- | ------------- | ------------ | ------------------------------ |
| Aranyosapáti        | Gemeinde     | Vásárosnamény        | 1.997         | 2.041         | 2.054         | 21,11        | 97,3                           |
| Barabás *           | Gemeinde     | Vásárosnamény        | 755           | 846           | 1.039         | 38,19        | 27,2                           |
| Beregdaróc *        | Gemeinde     | Vásárosnamény        | 808           | 842           | 978           | 23,82        | 41,1                           |
| Beregsurány *       | Gemeinde     | Vásárosnamény        | 549           | 631           | 983           | 16,01        | 61,4                           |
| Csaroda             | Gemeinde     | Vásárosnamény        | 538           | 580           | 587           | 24,68        | 23,8                           |
| Gelénes             | Gemeinde     | Vásárosnamény        | 559           | 569           | 591           | 20,55        | 28,8                           |
| Gemzse              | Gemeinde     | Vásárosnamény        | 816           | 846           | 936           | 13,60        | 68,8                           |
| Gulács              | Gemeinde     | Vásárosnamény        | 879           | 870           | 973           | 23,35        | 41,7                           |
| Gyüre               | Gemeinde     | Vásárosnamény        | 1.199         | 1.200         | 1.252         | 15,87        | 78,9                           |
| Hetefejércse        | Gemeinde     | Vásárosnamény        | 287           | 316           | 283           | 15,45        | 18,3                           |
| Ilk                 | Gemeinde     | Vásárosnamény        | 1.199         | 1.237         | 1.226         | 14,56        | 84,2                           |
| Jánd                | Gemeinde     | Vásárosnamény        | 764           | 747           | 773           | 16,54        | 46,7                           |
| Kisvarsány          | Gemeinde     | Vásárosnamény        | 1.001         | 1.035         | 1.003         | 12,83        | 78,2                           |
| Lónya *             | Gemeinde     | Vásárosnamény        | 715           | 772           | 1.076         | 35,48        | 30,3                           |
| Márokpapi           | Gemeinde     | Vásárosnamény        | 418           | 470           | 581           | 21,18        | 27,4                           |
| Mátyus *            | Gemeinde     | Vásárosnamény        | 246           | 261           | 296           | 11,03        | 26,8                           |
| Nagyvarsány         | Gemeinde     | Vásárosnamény        | 1.468         | 1.484         | 1.432         | 12,55        | 114,1                          |
| Nyírmada            | Stadt        | Baktalórántháza      | 4.713         | 4.885         | 4.839         | 38,80        | 124,7                          |
| Olcsva              | Gemeinde     | Vásárosnamény        | 643           | 648           | 713           | 9,96         | 71,6                           |
| Pusztadobos         | Gemeinde     | Baktalórántháza      | 1.362         | 1.455         | 1.540         | 16,69        | 92,3                           |
| Tákos               | Gemeinde     | Vásárosnamény        | 323           | 357           | 354           | 10,82        | 32,7                           |
| Tarpa *             | Großgemeinde | Vásárosnamény        | 2.092         | 2.164         | 2.456         | 49,73        | 49,4                           |
| Tiszaadony          | Gemeinde     | Vásárosnamény        | 640           | 664           | 660           | 15,63        | 42,2                           |
| Tiszakerecseny *    | Gemeinde     | Vásárosnamény        | 969           | 970           | 990           | 23,86        | 41,5                           |
| Tiszaszalka         | Gemeinde     | Vásárosnamény        | 848           | 866           | 874           | 14,95        | 58,5                           |
| Tiszavid            | Gemeinde     | Vásárosnamény        | 499           | 524           | 562           | 10,75        | 52,3                           |
| Vámosatya           | Gemeinde     | Vásárosnamény        | 565           | 578           | 591           | 24,29        | 24,3                           |
| Vásárosnamény       | Stadt        | Vásárosnamény        | 8.471         | 8.831         | 8.766         | 65,66        | 133,5                          |
| Kreis Vásárosnamény |              |                      | 35.323        | 36.689        | 38.408        | 617,94       | 62,2                           |

* Grenzgemeinde zur Ukraine